# Ütközetben eltűnt 3.
Az Ütközetben eltűnt 3. (eredeti cím: Braddock: A Missing in Action III) 1988-ban bemutatott amerikai akció-kalandfilm, az 1985-ös Ütközetben eltűnt 2. – A kezdet című film folytatása, az Ütközetben eltűnt-filmsorozat harmadik, egyben utolsó része. A filmet Aaron Norris rendezte, a főszerepben Chuck Norris látható, aki James Brunerrel közösen a forgatókönyvet is írta.

## Cselekmény
12 évvel a vietnámi háború befejezése után James Braddock ezredes visszatér a helyszínre, hogy kimentse halottnak hitt ázsiai feleségét, Lint és 13 éves fiát a kommunisták kezei közül.
Csúcstechnológiával felfegyverkezve Braddock a vietnami partoktól a szárazföld belsejébe verekszi magát. Miután megtalálja feleségét és fiát, el akarja hagyni velük az országot, de a katonaság a nyomára akad és feleségét agyonlövik. Braddockot és fiát bebörtönzik, később sikerül megszökniük. Fia Polanski tiszteletes árvaházában rejtőzik el. A kommunisták felkutatják Braddock fiát és ismét bebörtönzik, az összes jelenlévő amerikai-ázsiai árvával és gondnokukkal, Polanski tiszteletessel együtt. Braddock tudomást szerez erről és a katonasággal való összecsapás után sikerül kiszabadítania az összes fogvatartottat.
Együtt indulnak el a thaiföldi határ felé, ahonnan egy szállítórepülőgép eltérítésével menekülnek, de azt a földről kilövik, ami miatt a gép üzemanyagtartálya szivárogni kezd. Braddock ezután kénytelen kényszerleszállást végrehajtani. A repülőgép súlyosan megsérül, amikor földet ér, de az utasok sértetlenül ki tudnak szállni és folytatják a menekülést a közeli thai határ felé. Ott már csak egy utolsó hídon kell átkelniük. Braddock ezredes ismét felveszi a harcot a kommunista hadsereggel és a segítségül hívott amerikai harci helikopterek támogatásának köszönhetően végső győzelmet arat.

## Szereplők
| Színész           | Szerep                    | Magyar hang   | Magyar hang     |
| Színész           | Szerep                    | 1. szinkron   | 2. szinkron     |
| ----------------- | ------------------------- | ------------- | --------------- |
| Chuck Norris      | James Braddock ezredes    | Sörös Sándor  | Vass Gábor      |
| Aki Aleong        | Quoc tábornok             | Botár Endre   | Csuja Imre      |
| Roland Harrah III | Van Tan Cang              |               | Szvetlov Balázs |
| Yehuda Efroni     | Polanski tiszteletes      | Kránitz Lajos | Versényi László |
| Floyd Levine      | Duncan tábornok           |               |                 |
| Miki Kim          | Lin Tan Cang              | Csere Ágnes   | Biró Anikó      |
| Ron Barker        | "Mik" Mikalchek           | Hankó Attila  | Gesztesi Károly |
| Jack Rader        | Kicsi John CIA ügynök     | Juhász Jácint | Rosta Sándor    |
| Keith David       | kapitány a nagykövetségen |               |                 |

## A film készítése
A forgatás kezdetét 1986. december 1-jére tervezték és az eredeti film rendezője, Joseph Zito tért volna vissza ismét hasonló feladatkörben, de a Chuck Norrisszal való személyes és művészi jellegű nézeteltérések miatt Zito kilépett a produkcióból. Márciusban Jack Smightot bízták meg a rendezéssel. Végül Aaron Norris rendezőként debütált a filmben. Norris később azt mondta, Aaron mentette meg a produkciót, miután több más rendező is megfordult nála. Aaron Norris még hat filmet rendezett bátyjával, és segített neki a Walker, a texasi kopó című sorozat elkészítésében is.
1987. május 30-án a Fülöp-szigeteki légierő AUH-76-os helikopterének balesete során négy katonatiszt és rendőr vesztette életét az ott zajló forgatáson. Egy későbbi Norris-filmben, a Delta kommandó 2. – A kolumbiai kapcsolat című filmben is halálos helikopterbaleset történt.
Norris a megjelenés előtt úgy gondolta, ez volt a legjobb film, amit valaha is készített.

## Fordítás
- Ez a szócikk részben vagy egészben  a   Braddock: Missing in Action III című angol Wikipédia-szócikk fordításán alapul.  Az eredeti cikk szerkesztőit annak laptörténete sorolja fel. Ez a jelzés csupán a megfogalmazás eredetét és a szerzői jogokat jelzi, nem szolgál a cikkben szereplő információk forrásmegjelöléseként.